# Pöbel
Pöbel ist inzwischen ein umgangssprachliches Schmähwort als Bezeichnung für ungebildete, unkultivierte Menschen aus der gesellschaftlichen Unterschicht, im Sinne von „rohe Volksmasse“, „Gesindel“. Ursprünglich standen die Vorformen „bovel“, „povel“ um das Jahr 1200 neutral für „Volk“, im 16. Jahrhundert bezeichnete Pöbel das „gemeine Volk“, ab dem 19. Jahrhundert die verelendeten vorindustriellen Massen. Das umgangssprachliche Verb „pöbeln“ steht für die öffentliche Provokation durch freche, beleidigende Äußerungen.

## Herkunft und Verwendung

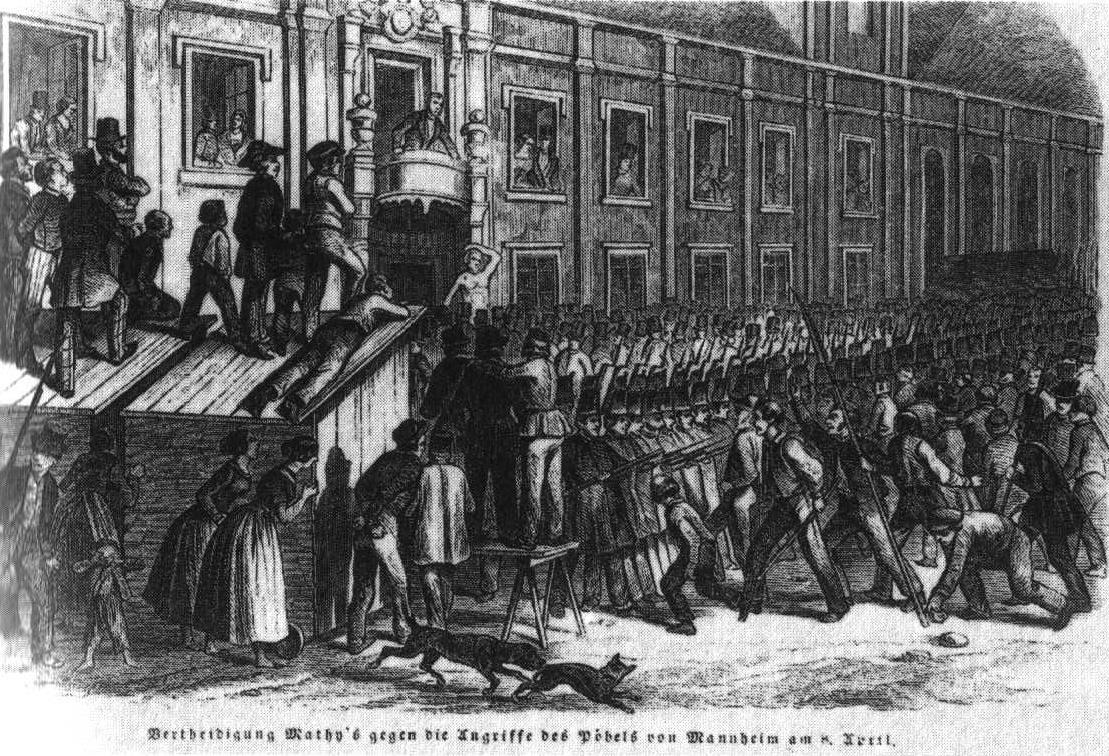
Bildunterschrift 1848: „Verteidigung Mathy’s gegen die Angriffe des Pöbels von Mannheim am 8. April“

Die Bezeichnung Pöbel (mhd. povel, bovel) wurde im Mittelalter gegen 1200 aus dem altfranzösischen Wort poblo, pueble entlehnt, Dieses geht etymologisch ebenso wie das französische peuple ‚Volk‘ auf das lateinische populus ‚Volk‘ zurück, so auch die damalige neutrale Bedeutung; mit Vorläufer-Schreibweisen wie Pübel, Pubel und Pobel. Die heutige Schreibweise Pöbel fand sich zuerst bei Martin Luther und stand für „gemeines Volk“. Ab dem 17. Jahrhundert bezeichnete der Pöbel das niedere handarbeitende Volk unterhalb der ständischen Ehre. Ab den 1830er Jahren wurde der Begriff durch den des „Proletariats“ abgelöst, der Pöbel war nun die gefährlich anwachsende, vorindustrielle Masse, die dem Pauperismus, der Verelendung anheimfiel; Ursache waren Überbevölkerung und fehlende Arbeitsmöglichkeiten angesichts der Schwäche der deutschen Industrie.  Inzwischen steht Pöbel in der Umgangssprache für ungebildete, unkultivierte, in der Masse gewaltbereite Menschen aus der gesellschaftlichen Unterschicht.
Die Ochlokratie wird im Deutschen meist als „Pöbelherrschaft“ übersetzt.

## Beispiele aus dem 16. bis 19. Jahrhundert
In seiner Schrift Wider die räuberischen und mörderischen Rotten der Bauern (1525) hat Martin Luther der Gewalt gegen den Pöbel eine göttliche Rechtfertigung gegeben: „Der Esel will Schläge haben und der Pöbel will mit Gewalt regiert sein. Das wusste Gott wohl, drum gab er der Obrigkeit nicht einen Fuchsschwanz, sondern ein Schwert in die Hand.“
Die Allgemeine Schau-Bühne publizierte 1699: „Der erzürnete Pöbel aber lässet sich damit nicht begnügen / sondern plündert den Pallast.“
Johann Gottfried Herder grenzte den Pöbel 1779 in Volkslieder klar vom Volk ab: "Volk heißt nicht der Pöbel auf den Gassen: der singt und dichtet niemals, sondern schreit und verstümmelt."
Noch im 18. Jahrhundert stand Pöbel für die „Schicht unterhalb der ständischen Ehre“, unterhalb der Vollbauern und zünftigen Handwerksmeister, so der Sozialhistoriker Werner Conze. In den 1830er und 1840er Jahren wurde der Begriff des Pöbels durch den des Proletariats abgelöst, damit änderte sich seine Bedeutung.
In seinen Vorlesungen über die Grundlinien der Philosophie des Rechts (1820) von Georg Wilhelm Friedrich Hegel kommt der Pöbel im Abschnitt über die Polizei (Die bürgerliche Gesellschaft, § 244/245) vor. In der Geschichte der Demokratie war der Hinweis auf den Pöbel eine Rechtfertigung für den Ausschluss vom Wahlrecht. Der preußische Reformer Freiherr vom Stein warnte im Jahr 1831 vor dem Provinziallandtag Westfalens vor der Gefahr, „die aus dem Wachstum der Zahl und der Ansprüche der untersten Klassen der bürgerlichen Gesellschaft entsteht. Diese Klasse besteht in den Städten aus dem heimatlosen, eigentumslosen Pöbel, auf dem Lande aus der Masse der kleinen Kötter, Brinksitzer, Neubauer, Einlieger, Heuerlinge; sie nährt und hegt in sich den Neid und die Habsucht.“
Der Unternehmer Friedrich Harkort erklärte 1844 in seiner Schrift Bemerkungen über die Hindernisse der Zivilisation und Emanzipation der untern Klassen, es gehe um die „Rettung der Proletarier aus der Schmach und Not des Pöbeltums“. Dagegen hat Karl Marx in der Beschäftigung mit Hegels Rechtsphilosophie den Begriff des Proletariats entwickelt, dem er eine historische Rolle bei der Verwirklichung der Philosophie zuschrieb. Empirisch wurde in der Arbeiterbewegung mit dem Begriff „Proletariat“ der arbeitsame, bildungs- und organisationsfähige Teil der Menschen von dem Rest des „Pöbels“ unterschieden, für den Marx das Wort Lumpenproletariat prägte.

## Verwandte Begriffe
- Ebenfalls von lateinisch populus ‚Volk; Volksmenge‘ stammen die deutschen Begriffe „populär“ und „Popularität“ ab.[4]
- Ohne pejorative Konnotation ist das heute veraltete Verb pöblieren (auch peuplieren) für „bevölkern“ bzw. „besiedeln“, das in der Zeit des Absolutismus bzw. Merkantilismus und auch noch danach im Zusammenhang einer Bevölkerungspolitik verwendet wurde, die auf ein Anwachsen der Bevölkerung in einem Gebiet – besonders durch geplante Zuwanderung – gerichtet war (Landesausbau).
- Seit den 1980er Jahren wird die Bezeichnung „Proll“ (aus Prolet) ähnlich dem abschätzigen Pöbel verwendet.
- Janhagel als veralteter norddeutscher Ausdruck für den Pöbel.